# Billy Hood
William Hood là một cầu thủ bóng đá. Ông thường thi đấu ở vị trí tiền đạo, thi đấu cho Newton Heath từ 1891 đến 1894, cũng như ở Ismeretlen.